# 蓬特-德莫林斯
蓬特德莫林斯，是西班牙加泰罗尼亚赫罗纳省的一个市镇。总面积9平方公里，总人口438人（2001年），人口密度49人/平方公里。